# 贝尔施泰特
贝尔施泰特（德語：Berlstedt，發音：[ˈbɛʁlʃtɛt]）是德国图林根州魏玛地区县曾经的一个市镇，面积18.97平方千米，2017年12月31日人口为1,770人。2019年1月1日，贝尔施泰特与另外10个市镇合并为新市镇阿姆埃特斯贝格。